# Partecipanti al Tour de France 2000
Elenco dei partecipanti al Tour de France 2000.
Alla competizione presero parte 20 squadre, ciascuna delle quali composta da nove corridori, per un totale di 180 ciclisti al via. Conclusero la corsa 128 corridori.

## Corridori per squadra
Nota: R ritirato, NP non partito, FT fuori tempo.
| US Postal Service     | US Postal Service     | US Postal Service     | AG2R Prévoyance                  | AG2R Prévoyance                  | AG2R Prévoyance                  | Memory Card-Jack & Jones | Memory Card-Jack & Jones | Memory Card-Jack & Jones |
| --------------------- | --------------------- | --------------------- | -------------------------------- | -------------------------------- | -------------------------------- | ------------------------ | ------------------------ | ------------------------ |
| 1                     | Lance Armstrong       | 1º                    | 81                               | Jaan Kirsipuu                    | R12ª                             | 161                      | Bo Hamburger             | 36º                      |
| 2                     | Frankie Andreu        | 110º                  | 82                               | Christophe Agnolutto             | 66º                              | 162                      | Michael Blaudzun         | R 12ª                    |
| 3                     | Vjačeslav Ekimov      | 55º                   | 83                               | Lauri Aus                        | R13ª                             | 163                      | Tristan Hoffman          | 117º                     |
| 4                     | Tyler Hamilton        | 25º                   | 84                               | Pascal Chanteur                  | 69º                              | 164                      | Allan Johansen           | 119º                     |
| 5                     | George Hincapie       | 65º                   | 85                               | David Delrieu                    | 83°                              | 165                      | Nicolaj Bo Larsen        | 99°                      |
| 6                     | Benoit Joachim        | 92º                   | 86                               | Arturas Kasputis                 | R15ª                             | 166                      | Arvis Piziks             | 93º                      |
| 7                     | Steffen Kjærgaard     | 89º                   | 87                               | Andrej Kivilëv                   | 32º                              | 167                      | Martin Rittsel           | 108º                     |
| 8                     | Kevin Livingston      | 37º                   | 88                               | Gilles Maignan                   | 81°                              | 168                      | Michael Sandstod         | R 14ª                    |
| 9                     | Cédric Vasseur        | 52º                   | 89                               | Benoit Salmon                    | 107º                             | 169                      | Jesper Skibby            | R 7ª                     |
| Banesto               | Banesto               | Banesto               | Saeco-Valli & Valli              | Saeco-Valli & Valli              | Saeco-Valli & Valli              | Crédit Agricole          | Crédit Agricole          | Crédit Agricole          |
| 11                    | Alex Zülle            | R 17ª                 | 91                               | Laurent Dufaux                   | R13ª                             | 171                      | Bobby Julich             | 48º                      |
| 12                    | José Luis Arrieta     | 57º                   | 92                               | Daniel Atienza                   | 29º                              | 172                      | Magnus Backstedt         | 123º                     |
| 13                    | Dariusz Baranowski    | 30º                   | 93                               | Salvatore Commesso               | 72°                              | 173                      | Fabrice Gougot           | R 15ª                    |
| 14                    | José García Acosta    | 53º                   | 94                               | Armin Meier                      | R10ª                             | 174                      | Sébastien Hinault        | 126°                     |
| 15                    | José María Jiménez    | 23º                   | 95                               | Massimiliano Mori                | 67°                              | 175                      | Anthony Langella         | 120°                     |
| 16                    | Francisco Mancebo     | 9º                    | 96                               | Pavel Padrnos                    | 85°                              | 176                      | Anthony Morin            | 90°                      |
| 17                    | Jon Odriozola         | 47º                   | 97                               | Dario Pieri                      | R10ª                             | 177                      | Stuart O'Grady           | NP7ª                     |
| 18                    | Leonardo Piepoli      | NP18ª                 | 98                               | Paolo Savoldelli                 | 41º                              | 178                      | Jonathan Vaughters       | R 10ª                    |
| 19                    | Orlando Rodrigues     | 87º                   | 99                               | Mario Scirea                     | R12ª                             | 179                      | Jens Voigt               | 60º                      |
| Kelme-Costa Blanca    | Kelme-Costa Blanca    | Kelme-Costa Blanca    | Festina Watches                  | Festina Watches                  | Festina Watches                  | Vini Caldirola-Sidermec  | Vini Caldirola-Sidermec  | Vini Caldirola-Sidermec  |
| 21                    | Fernando Escartin     | 8°                    | 101                              | Christophe Moreau                | 4ª                               | 181                      | Romāns Vainšteins        | 82º                      |
| 22                    | Santiago Botero       | 7º                    | 102                              | Joseba Beloki                    | 3º                               | 182                      | Massimo Apollonio        | 102º                     |
| 23                    | Carlos Contreras      | R 10ª                 | 103                              | Luis Ángel Casero                | R13ª                             | 183                      | Gianluca Bortolami       | R 12ª                    |
| 24                    | Roberto Heras         | 5º                    | 104                              | Félix Garcia Casas               | 14º                              | 184                      | Filippo Casagrande       | R 8ª                     |
| 25                    | Francisco León        | 125º                  | 105                              | Jaime Hernández                  | 97º                              | 185                      | Roberto Conti            | 16º                      |
| 26                    | Javier Otxoa          | 13º                   | 106                              | Pascal Lino                      | 112°                             | 186                      | Andrej Hauptman          | NP1ª                     |
| 27                    | Javier P. Llorente    | 31º                   | 107                              | Laurent Madouas                  | 35º                              | 187                      | Zoran Klemenčič          | R10ª                     |
| 28                    | Antonio Tauler        | 63º                   | 108                              | David Plaza                      | R16ª                             | 188                      | Mauro Radaelli           | 96°                      |
| 29                    | José Ángel Vidal      | 50º                   | 109                              | Marcel Wüst                      | R12ª                             | 189                      | Guido Trentin            | 18º                      |
| Mapei-Quick Step      | Mapei-Quick Step      | Mapei-Quick Step      | Farm Frites                      | Farm Frites                      | Farm Frites                      | Bonjour                  | Bonjour                  | Bonjour                  |
| 31                    | Michele Bartoli       | R 13ª                 | 111                              | Sergjei Ivanov                   | NP1ª                             | 191                      | Jean-Cyril Robin         | 19ª                      |
| 32                    | Manuel Beltrán        | 11°                   | 112                              | Andreas Klier                    | 105º                             | 192                      | Walter Bénéteau          | 71º                      |
| 33                    | Paolo Bettini         | R 13ª                 | 113                              | Servais Knaven                   | 109º                             | 193                      | Franck Bouyer            | 122°                     |
| 34                    | Chann McRae           | R 12ª                 | 114                              | Jans Koerts                      | FT8ª                             | 194                      | Pascal Deramé            | 111°                     |
| 35                    | Daniele Nardello      | 10°                   | 115                              | Michel Lafis                     | 78º                              | 195                      | Christophe Faudot        | R 8ª                     |
| 36                    | Fred Rodriguez        | 86°                   | 116                              | Glenn Magnusson                  | 91º                              | 196                      | Damien Nazon             | 127º                     |
| 37                    | Tom Steels            | R 12ª                 | 117                              | Robbie McEwen                    | 113º                             | 197                      | Olivier Perraudeau       | 128°                     |
| 38                    | Max van Heeswijk      | 103°                  | 118                              | Koos Moerenhout                  | 77º                              | 198                      | Didier Rous              | 45°                      |
| 39                    | Stefano Zanini        | 80°                   | 119                              | Geert Van Bondt                  | 118°                             | 199                      | François Simon           | 58°                      |
| Rabobank              | Rabobank              | Rabobank              | Cofidis, le Crédit par Téléphone | Cofidis, le Crédit par Téléphone | Cofidis, le Crédit par Téléphone |                          |                          |                          |
| 41                    | Michael Boogerd       | R 20ª                 | 121                              | Frank Vandenbroucke              | R10ª                             |                          |                          |                          |
| 42                    | Jan Boven             | R 17ª                 | 122                              | Laurent Desbiens                 | R10ª                             |                          |                          |                          |
| 43                    | Erik Dekker           | 51º                   | 123                              | Laurent Lefèvre                  | R10ª                             |                          |                          |                          |
| 44                    | Maarten den Bakker    | 49º                   | 124                              | Massimiliano Lelli               | 27º                              |                          |                          |                          |
| 45                    | Marc Lotz             | 56º                   | 125                              | Nico Mattan                      | 22º                              |                          |                          |                          |
| 46                    | Grischa Niermann      | 24º                   | 126                              | Roland Meier                     | 44º                              |                          |                          |                          |
| 47                    | Léon Van Bon          | R 15ª                 | 127                              | David Millar                     | 62°                              |                          |                          |                          |
| 48                    | Marc Wauters          | 43º                   | 128                              | David Moncoutié                  | 75º                              |                          |                          |                          |
| 49                    | Markus Zberg          | 68º                   | 129                              | Chris Peers                      | R17ª                             |                          |                          |                          |
| ONCE-Deutsche Bank    | ONCE-Deutsche Bank    | ONCE-Deutsche Bank    | Lotto-Adecco                     | Lotto-Adecco                     | Lotto-Adecco                     |                          |                          |                          |
| 51                    | Laurent Jalabert      | 54º                   | 131                              | Rik Verbrugghe                   | R14ª                             |                          |                          |                          |
| 52                    | David Cañada          | 33º                   | 132                              | Mario Aerts                      | 28º                              |                          |                          |                          |
| 53                    | David Etxebarria      | R 15ª                 | 133                              | Serge Baguet                     | 121º                             |                          |                          |                          |
| 54                    | José Iván Gutiérrez   | R 11ª                 | 134                              | Sébastien Demaraix               | 88º                              |                          |                          |                          |
| 55                    | Nicolas Jalabert      | R 16ª                 | 135                              | Jacky Durand                     | 74º                              |                          |                          |                          |
| 56                    | Peter Luttenberger    | 21º                   | 136                              | Thierry Marichal                 | 101º                             |                          |                          |                          |
| 57                    | Abraham Olano         | 34º                   | 137                              | Kurt Van de Wouver               | 17º                              |                          |                          |                          |
| 58                    | Miguel Ángel Peña     | R 13ª                 | 138                              | Paul Van Hyfte                   | 79º                              |                          |                          |                          |
| 59                    | Marcos Serrano        | R 16ª                 | 139                              | Geert Verheyen                   | 20º                              |                          |                          |                          |
| Team Deutsche Telekom | Team Deutsche Telekom | Team Deutsche Telekom | Française des Jeux               | Française des Jeux               | Française des Jeux               |                          |                          |                          |
| 61                    | Jan Ulrich            | 2°                    | 141                              | Stéphane Heulot                  | R14ª                             |                          |                          |                          |
| 62                    | Udo Bölts             | 42º                   | 142                              | Frédéric Guedson                 | 116º                             |                          |                          |                          |
| 63                    | Alberto Elli          | 84º                   | 143                              | Grzeg Gwiazdowski                | 106º                             |                          |                          |                          |
| 64                    | Gian Matteo Fagnini   | 104°                  | 144                              | Frank Høj                        | 100º                             |                          |                          |                          |
| 65                    | Giuseppe Guerini      | 26º                   | 145                              | Xavier Jan                       | 76º                              |                          |                          |                          |
| 66                    | Jens Heppner          | 40°                   | 146                              | Emmanuel Magnien                 | 98º                              |                          |                          |                          |
| 67                    | Aleksandr Vinokurov   | 15º                   | 147                              | Christophe Mengin                | 95º                              |                          |                          |                          |
| 68                    | Steffen Wesemann      | R 14ª                 | 148                              | Sven Montgomery                  | R 11ª                            |                          |                          |                          |
| 69                    | Erik Zabel            | 61º                   | 149                              | Jean-Patrick Nazon               | R10ª                             |                          |                          |                          |
| Mercatone Uno-Albacom | Mercatone Uno-Albacom | Mercatone Uno-Albacom | Team Polti                       | Team Polti                       | Team Polti                       |                          |                          |                          |
| 71                    | Marco Pantani         | NP17ª                 | 151                              | Richard Virenque                 | 6º                               |                          |                          |                          |
| 72                    | Simone Borgheresi     | 114°                  | 152                              | Jeroen Blijlevens                | 124°                             |                          |                          |                          |
| 73                    | Ermanno Brignoli      | 59º                   | 153                              | Rossano Brasi                    | NP1ª                             |                          |                          |                          |
| 74                    | Fabiano Fontanelli    | R 12ª                 | 154                              | Enrico Cassani                   | R12ª                             |                          |                          |                          |
| 75                    | Riccardo Forconi      | 70º                   | 155                              | Mirco Crepaldi                   | 94º                              |                          |                          |                          |
| 76                    | Massimo Podenzana     | 73                    | 156                              | Pascal Hervé                     | 12°                              |                          |                          |                          |
| 77                    | Marcello Siboni       | 46°                   | 157                              | Rafael Mateos Perez              | R 6ª                             |                          |                          |                          |
| 78                    | Marco Velo            | 39º                   | 158                              | Fabio Sacchi                     | 64º                              |                          |                          |                          |
| 79                    | Enrico Zaina          | 38º                   | 159                              | Bart Voskamp                     | 115º                             |                          |                          |                          |